# ジェシカ・スーラ
ジェシカ・スーラ（Jessica Sula、1994年5月7日 - ）は、イギリスの女優。
スウォンジー出身。2011年から女優を始める。2016年、M・ナイト・シャマラン監督のスリラー映画『スプリット』に出演して注目される。

## 人物
趣味はギターと空手。

## 主な出演作品

### 映画
- ハニートラップ (2014)
- スプリット Split (2016)
- ラバーズ・アゲイン The Lovers (2017)
- Big Fork (2018)
- Michael (2026)

### ドラマ
- パニック 秘密のゲーム (2021)